# 卡本半岛
36°45′N 10°45′E / 36.750°N 10.750°E

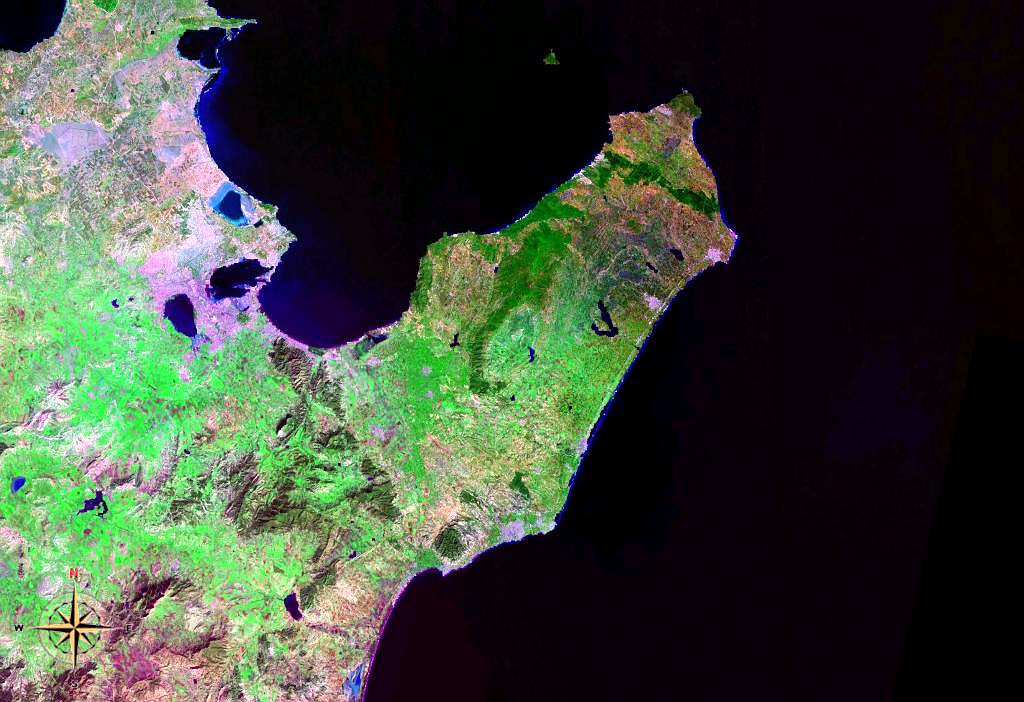
从太空中卡本半岛。

卡本半岛（阿拉伯语：‎）一作加彭半岛，邦角半岛，也称舍里克半岛（Jazīrat Sharīk），是突尼斯东北部一个半岛，宽约32公里，长约80公里，北部为突尼斯湾，南为哈马马特湾，东北方向隔着西西里海峡与意大利西西里岛相望，行政上属于纳布勒省。著名的公元前6世纪的迦太基古城遗址柯考阿尼（Kerkouane）即位于该地区。第二次世界大战期间，该地为一重要战场，在1943年超过25万德军和意大利军队在此地向盟军投降。
卡本半岛地形主要是丘陵和平原，属于地中海气候，降水充沛。半岛上多柑橘、橄榄和葡萄种植园，蕴藏有天然气资源。旅游业发达。主要城市包括纳布勒，古莱比耶和哈马马特等。